# 阿龙德河畔布赖讷
阿龙德河畔布赖讷（法語：Braisnes-sur-Aronde，法語發音：[bʁɛn syʁ aʁɔ̃d]；2012年之前名为布赖讷 (Braisnes)）是法国瓦兹省的一个市镇，属于贡比涅区。

## 地理
阿龙德河畔布赖讷（49°28'39"N, 2°46'30"E）面积2.6 平方千米，位于法国上法蘭西大區瓦兹省，该省份为法国北部内陆省份，北起索姆省，西接厄尔省和滨海塞纳省，南至塞纳-马恩省和瓦兹河谷省，东临埃纳省。
与阿龙德河畔布赖讷接壤的市镇（或旧市镇、城区）包括：昂特伊波尔特、博日、库丹、蒙希于米耶尔、维涅蒙、维莱叙库丹。

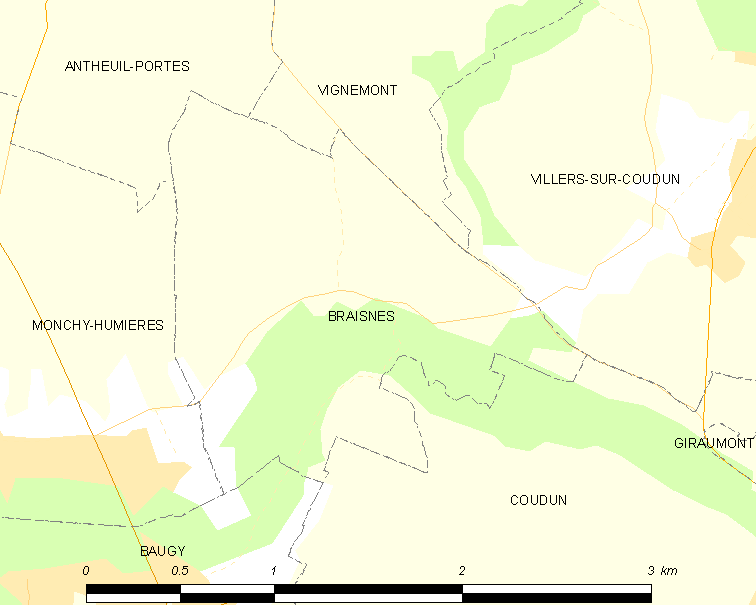
阿龙德河畔布赖讷的OSM定位图

阿龙德河畔布赖讷的时区为UTC+01:00、UTC+02:00（夏令时）。

## 行政
阿龙德河畔布赖讷的邮政编码为60113，INSEE市镇编码为60099。

## 政治
阿龙德河畔布赖讷所属的省级选区为埃斯特雷圣但尼县。

## 人口

1962-2008年间阿龙德河畔布赖讷人口变化图示

阿龙德河畔布赖讷于2022年1月1日时的人口数量为175人。